# Католические церкви вне общения с Римско-католической церковью
Католические церкви вне общения с Римско-Католической Церковью — общее обозначение католических церковных объединений, находящихся вне евхаристического общения с единой Римско-католической церковью. Синонимами являются понятия независимые католические церкви, альтернативный католицизм и другие.
Почти все общины вне общения с Римско-католической церковью имеют собственную церковную иерархию и административные центры, обычно действующие параллельно на одних и тех же территориях, есть и не подчинённые никому отдельные группы, священники и монахи. С точки зрения церковной идеологии и «стиля» церковного служения, эти общины образуют широкий спектр вариантов — от ультраконсервативных и консервативных до умеренных, либеральных и ультралиберальных.
Трудно определить количество юрисдикций, общин, духовенства и членов независимых католических церквей, особенно потому, что движение «растёт и меняется каждую минуту». Некоторые приверженцы выбирают независимый католицизм в качестве альтернативного способа выражать свою католическую веру за пределами Римско-католической церкви (с чьей структурой, верованиями и практиками независимый католицизм часто тесно связан), отвергая при этом некоторые традиционные католические учения.
Основной группой церквей являются Старокатолические церкви. 24 сентября 1889 года была создана Утрехтская уния путём подписания Утрехтской конвенции епископами Голландии, Швейцарии и Германии. С 1931 года Утрехтская уния находится в полном общении с Англиканским сообществом.
Католические церкви вне общения с Римско-католической церковью не является единой деноминацией, а представляет собой ряд церквей, которые свою экклезиальность основывают на принципе апостольского преемства. Ряд из них объединены в Утрехтскую унию старокатолических церквей. Старейшей из старокатолических юрисдикций является Голландская старокатолическая церковь, основанная в 1704 году нидерландским католическим архиепископом Петером Коддом, смещённым с кафедры за янсенизм, осуждённый ранее как ересь.
В 2003 году в качестве альтернативы Утрехтской унии в Европе было создано консервативное старокатолическое объединение, которое вскоре из-за вступления в него старокатолических структур из Северной Америки и Африки стало называться Всемирный совет национальных католических церквей.
| Неримский католицизм | Маргинальный католицизм |
| --- | --- |
| Старокатолицизм: Германская старокатолическая церковь, Австрийская старокатолическая церковь, Голландская старокатолическая церковь, Христианско-католическая церковь Швейцарии, Католическая апостольская церковь Европы, Польская национальная католическая церковь, Польская национальная католическая церковь Америки                                                                                           | Апостольский католицизм: Католическая апостольская церковь (Германии и Англии), Новоапостольская церковь (Германии, ЮАР и др.) |
| Консервативный католицизм: Бразильская католическая апостольская церковь, Католическая американская православная церковь, Мексиканская православная католическая апостольская церковь, Католическая апостольская галликанская церковь, Старороманская католическая церковь Франции, Старокатолическая мариавитская церковь Польши, Африканский легион Марии (Кения), Национальная католическая апостольская церковь | Либеральный католицизм: Православная католическая церковь, Автокефальная галликанская католическая церковь, Апостольская гностическая церковь (все 3 - во Франции), Либеральная католическая церковь США                                                                 |
| | Реформированный католицизм: Независимая филиппинская церковь, Чехословацкая гуситская церковь |
| | Англороманский католицизм (англокатолицизм): Свободная протестантская епископальная церковь Великобритании, Свободная протестантская епископальная церковь Нигерии, Африканская православная церковь Зимбабве, Африканская православная церковь ЮАР                      |
| | Католические церкви, возглавляемые независимыми епископами («episcopi vagantes»): Католическая апостольская православная церковь Востока (Алуэтт-Писсак, Жирика, Франция), Смешанный независимый главный приход Восток-Запад (Беэмское миссионерское аббатство, Франция) |